# فرودگاه منطقه‌ای نیو بدفورد
 فرودگاه منطقه‌ای نیو بدفورد (به انگلیسی: New Bedford Regional Airport) یک فرودگاه همگانی بهره‌برداری هوایی با کد یاتا EWB است که یک باند فرود آسفالت دارد و طول باند آن ۱۵۲۳ متر است. این فرودگاه در شهر نیو بدفورد، ماساچوست کشور ایالات متحده آمریکا قرار دارد و در ارتفاع ۲۴ متری از سطح دریا واقع شده است.

## شرکت‌های هواپیمایی و مقصدهای پروازی
| شرکت‌های هواپیمایی | مقصدهای پروازی                                        |
| ----------------- | ----------------------------------------------------- |
| کیپ ایر           | مارتاز وینیرد، نانتاکت مموریال                        |
| کیپ ایر           | نانتاکت مموریال                                       |
| تیلویند ایر سرویس | سیکورسکی مموریال، پایگاه آب‌نشین نیویورک اسکای اسپورتس |